# Дунайская улица (Нови-Сад)
Дунайская улица (серб. Дунавска улица / Dunavska ulica) — пешеходная улица в Нови-Саде. Одна из самых известных и важных улиц Старого города.
Проходит от улицы Йована Змая до улицы Белградский кей, за котором находится Дунай, в честь которого улица и получила своё название.

## История
Одна из старейших улиц Нови-Сада, соединяющая улицу Йована Змая и берег Дуная, возникла в начале XVIII века. Нынешний вид улица приобрела благодаря восстановительным работам в середине XIX века, после разрушений, затронувших улицу в ходе революции 1848 года в Воеводине.
В настоящее время пешеходную (основную) часть улицы занимают близко расположенные друг к другу пассажи, рестораны, кафе, магазины (в двух-трёхэтажных зданиях). По правую сторону от всей Дунайской улицы расположен одноимённый парк.

## Примечательные здания и сооружения
- Дом 1 — Городская библиотека (серб. Градска библиотека)
- Дом 2 — Дом «У белого льва», самое старое здание в Нови-Саде, построенное в первых десятилетиях XVIII века. Одно из немногих зданий, которое не было разрушено в ходе Революции.
- Дом 29 — Музей зарубежного искусства, содержит произведения европейских художников периода 15—20 веков.
- Дом 35 — Музей Воеводины[серб.]
- Дом 37 — Музей современного искусства Воеводины.